# Cases Manuel Pujol de Senillosa i Ignasi López
Les cases Manuel Pujol de Senillosa i Ignasi López són un conjunt arquitectònic situat als carrers de la Portaferrissa, 6 i 8 i d'en Roca, 34 de Barcelona, catalogat com a bé amb elements d'interès (categoria C).

## Història
El 1788, Josep Fidel Pujol i de Senillosa, ciutadà honrat de Barcelona i tresorer de les rendes reials de salines a Catalunya, va adquirir a Joaquim de Claresvalls i Orbegozo una casa amb jardí annex als carrers de la Portaferrissa i d'en Roca per 24.000 lliures, i tot seguit, va demanar permís per a fer-hi reformes. L'any següent, va demanar permís per a fer-hi un clavegueró, i novament el 1792 per a  reedificar el frontis del carrer d'en Roca.
La finca va ser heretada pel seu net Manuel Pujol de Senillosa i Hernández, casat amb Maria Dolors de Vedruna i Minguella. El 1841, per a finançar-ne la reedificació, va establir-ne ⅔ parts (Portaferrissa, 8 i Roca, 32) en emfiteusi al comerciant Ignasi López, quedant-se ell la resta (Portaferrissa, 6 i Roca, 34).

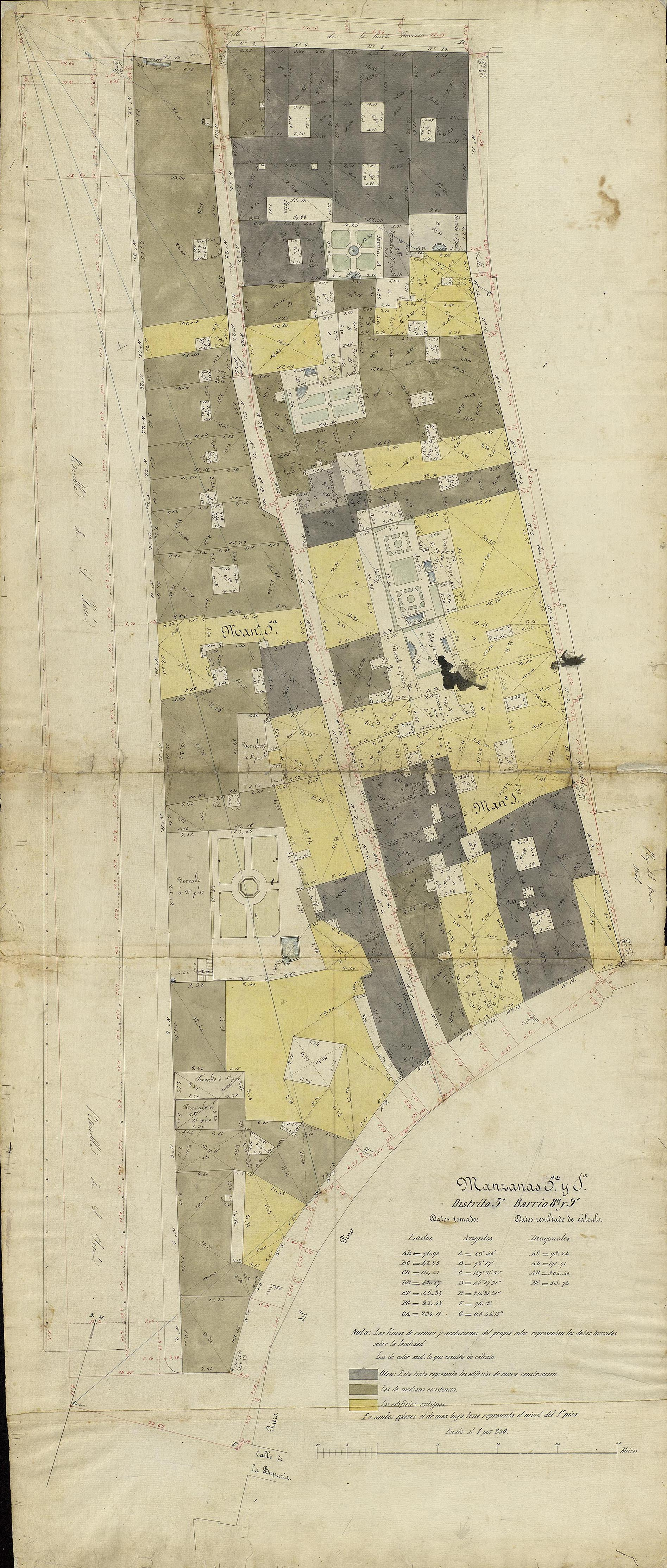
Quarteró núm. 63 de Garriga i Roca (c. 1860)

## Arquitectura
Es tracta de dos edificis «siamesos» de planta baixa, quatre pisos i terrat, iguals en tipologia i composició. Les façanes s'ordenen a partir d'eixos verticals d'obertures, que als pisos són balcons amb llosanes de pedra de Montjuïc recolzades sobre cartel·les i baranes de ferro forjat, corregut al primer i amb volada decreixent amb l'alçada. El parament és d'estuc llis emmarcant les obertures i amb plafons senzills entre elles. El coronament té una cornisa que unifica els dos edificis.
L'interior s'organitza al voltant d'un pati central amb escala coberta.